# Alessandro Costacurta
Alessandro Costacurta (né le 24 avril 1966 à Jerago con Orago, dans la province de Varèse, en Lombardie) est un footballeur international italien devenu entraîneur à l'issue de sa carrière.
Auteur d'un but sur penalty lors de l'ultime match de sa carrière, le 19 mai 2007, contre l'Udinese (défaite 2-3), il est le deuxième plus vieux buteur de l'histoire du championnat d'Italie de football (41 ans et 25 jours).
Avec 663 matchs disputés avec les Rossoneri, il est également le troisième joueur le plus capé de l'histoire de l'AC Milan, derrière deux autres défenseurs : Franco Baresi (719 matchs) et Paolo Maldini (902 matchs).
À l'issue d'un sondage réalisé auprès de 135 000 personnes, l'UEFA le considère comme le 50e meilleur joueur européen des cinquante dernières années (1954-2004).

## Biographie
Formé au Milan AC, Alessandro Costacurta, 1,83 m pour 75 kg,y joue toute sa carrière professionnelle, hormis un prêt d'une saison en 1985/1986 à Monza en Serie C1. Il est de presque toutes les victoires milanaises pendant ses vingt ans de carrière, associé à Paolo Maldini ; il a commencé sa carrière comme latéral droit avant d'être replacé dans l'axe en fin de carrière, avec l'arrivée au club de Cafu.

 Naturellement appelé à jouer avec la Nazionale, il totalise 59 sélections, avec notamment la campagne de la Coupe du Monde en 1994, où l'Italie s'incline en finale contre le Brésil aux tirs au but après un triste 0-0.
Surnommé « Billy », il a pris sa retraite sportive en 2007. Il a disputé son dernier match de Série A le 19 mai 2007 contre l'Udinese (match où il aura tiré et marqué un penalty pour l'honneur), en tant que capitaine du Milan AC. Il a joué au total 457 matchs en Série A et 108 matchs en Coupe d'Europe, dont 94 en Coupe d'Europe des Clubs Champions/Ligue des Champions.
Dès la saison 2007/2008, il a intégré le staff du Milan AC en tant que second entraîneur adjoint après Mauro Tassotti.
Lors de la saison 2008/2009, Alessandro Costacurta prend en main l'équipe de Mantoue à la place de Domenico Di Carlo.
Il est nommé début Février 2018 au poste de vice-commissaire de la fédération italienne de football. 

## Carrière

### Statistiques détaillées
| Saison                | Club                  | Championnat           | Championnat | Championnat | Coupe(s) nationale(s) | Coupe(s) nationale(s) | Supercoupe | Supercoupe | Compétition(s) continentale(s) | Compétition(s) continentale(s) | Compétition(s) continentale(s) | Autres compétitions | Autres compétitions | Autres compétitions | Italie | Italie | Total | Total |
| Saison                | Club                  | Division              | M.          | B.          | M.                    | B.                    | M.         | B.         | Comp.                          | M.                             | B.                             | Comp.               | M.                  | B.                  | M.     | B.     | M.    | B.    |
| 1986-1987             | Calcio Monza (prêt)   | 3                     | 30          | 0           | 2                     | 0                     | -          | -          | -                              | -                              | -                              | -                   | -                   | -                   | 0      | 0      | 32    | 0     |
| Sous-total            | Sous-total            | Sous-total            | 30          | 0           | 2                     | 0                     | -          | -          | -                              | -                              | -                              | -                   | -                   | -                   | 0      | 0      | 32    | 0     |
| 1986-1987             | Milan AC              | 1                     | 0           | 0           | 2                     | 0                     | -          | -          | -                              | -                              | -                              | -                   | -                   | -                   | 0      | 0      | 2     | 0     |
| 1987-1988             | Milan AC              | 1                     | 7           | 0           | 1                     | 0                     | -          | -          | -                              | -                              | -                              | -                   | -                   | -                   | 0      | 0      | 8     | 0     |
| 1988-1989             | Milan AC              | 1                     | 26          | 0           | 7                     | 0                     | 1          | 0          | C1                             | 7                              | 0                              | -                   | -                   | -                   | 0      | 0      | 41    | 0     |
| 1989-1990             | Milan AC              | 1                     | 26          | 1           | 3                     | 0                     | -          | -          | C1                             | 8                              | 0                              | SC+CI               | 2+1                 | 0+0                 | 0      | 0      | 40    | 1     |
| 1990-1991             | Milan AC              | 1                     | 25          | 0           | 3                     | 0                     | -          | -          | C1                             | 4                              | 0                              | SC+CI               | 2+1                 | 0+0                 | 0      | 0      | 35    | 0     |
| 1991-1992             | Milan AC              | 1                     | 30          | 1           | 6                     | 0                     | -          | -          | -                              | -                              | -                              | -                   | -                   | -                   | 6      | 1      | 42    | 2     |
| 1992-1993             | Milan AC              | 1                     | 31          | 0           | 6                     | 0                     | 1          | 0          | C1                             | 10                             | 0                              | -                   | -                   | -                   | 6      | 0      | 54    | 0     |
| 1993-1994             | Milan AC              | 1                     | 30          | 0           | 2                     | 0                     | 1          | 0          | C1                             | 11                             | 0                              | SC+CI               | 2+1                 | 0+0                 | 14     | 0      | 61    | 0     |
| 1994-1995             | Milan AC              | 1                     | 27          | 0           | 3                     | 0                     | 1          | 0          | C1                             | 6                              | 0                              | SC+CI               | 2+1                 | 0+0                 | 4      | 1      | 44    | 1     |
| 1995-1996             | Milan AC              | 1                     | 30          | 0           | 3                     | 0                     | -          | -          | C3                             | 7                              | 0                              | -                   | -                   | -                   | 9      | 0      | 49    | 0     |
| 1996-1997             | Milan AC              | 1                     | 30          | 0           | 3                     | 0                     | 1          | 0          | C1                             | 5                              | 0                              | -                   | -                   | -                   | 9      | 0      | 48    | 0     |
| 1997-1998             | Milan AC              | 1                     | 29          | 0           | 8                     | 0                     | -          | -          | -                              | -                              | -                              | -                   | -                   | -                   | 11     | 0      | 48    | 0     |
| 1998-1999             | Milan AC              | 1                     | 29          | 0           | 3                     | 0                     | -          | -          | -                              | -                              | -                              | -                   | -                   | -                   | 0      | 0      | 32    | 0     |
| 1999-2000             | Milan AC              | 1                     | 27          | 0           | 2                     | 0                     | 1          | 0          | C1                             | 5                              | 0                              | -                   | -                   | -                   | 0      | 0      | 35    | 0     |
| 2000-2001             | Milan AC              | 1                     | 18          | 0           | 2                     | 0                     | -          | -          | C1                             | 9                              | 0                              | -                   | -                   | -                   | 0      | 0      | 29    | 0     |
| 2001-2002             | Milan AC              | 1                     | 21          | 0           | 3                     | 0                     | -          | -          | C3                             | 7                              | 0                              | -                   | -                   | -                   | 0      | 0      | 31    | 0     |
| 2002-2003             | Milan AC              | 1                     | 18          | 0           | 5                     | 0                     | -          | -          | C1                             | 10                             | 0                              | -                   | -                   | -                   | 0      | 0      | 33    | 0     |
| 2003-2004             | AC Milan              | 1                     | 22          | 0           | 5                     | 0                     | -          | -          | C1                             | 8                              | 0                              | CI                  | 1                   | 0                   | 0      | 0      | 36    | 0     |
| 2004-2005             | AC Milan              | 1                     | 14          | 0           | 3                     | 0                     | -          | -          | C1                             | 5                              | 0                              | -                   | -                   | -                   | 0      | 0      | 22    | 0     |
| 2005-2006             | AC Milan              | 1                     | 15          | 0           | 3                     | 0                     | -          | -          | C1                             | 3                              | 0                              | -                   | -                   | -                   | 0      | 0      | 21    | 0     |
| 2006-2007             | AC Milan              | 1                     | 3           | 1           | 5                     | 0                     | -          | -          | C1                             | 3                              | 0                              | -                   | -                   | -                   | 0      | 0      | 11    | 1     |
| Sous-total            | Sous-total            | Sous-total            | 458         | 3           | 78                    | 0                     | 6          | 0          | -                              | 108                            | 0                              | -                   | 13                  | 0                   | 59     | 2      | 722   | 5     |
| Total sur la carrière | Total sur la carrière | Total sur la carrière | 488         | 3           | 79                    | 0                     | 6          | 0          | -                              | 108                            | 0                              | -                   | 13                  | 0                   | 59     | 2      | 753   | 5     |

### Buts internationaux
| 0   | Date             | Lieu                                    | Compétition                  | Résultat | Adversaire           | Détail | Détail            | Détail | Sél. |
| --- | ---------------- | --------------------------------------- | ---------------------------- | -------- | -------------------- | ------ | ----------------- | ------ | ---- |
| 1er | 4 juin 1992      | Foxboro Stadium, Foxborough, États-Unis | US Cup 1992                  | V 2-0    | République d'Irlande | 67e    | s.p du pied droit | 2-0    | 6e   |
| 2e  | 7 septembre 1994 | Stade de Bežigrad, Ljubljana, Slovénie  | Éliminatoires de l'Euro 1996 | N 1-1    | Slovénie             | 16e    | du pied gauche    | 1-1    | 27e  |

## Palmarès

### En club
- avec le Milan AC
  - Vainqueur de la Lique des champions de l’UEFA en 1989, 1990, 1994, 2003, 2007
  - Vainqueur de la Coupe Intercontinentale en 1989 et 1990
  - Vainqueur de la Supercoupe d'Europe en 1989, 1990 et en 1994
  - Champion d'Italie en 1988, 1992, 1993, 1994, 1996, 1999 et en 2004
  - Vainqueur de la Coupe d'Italie en 2003
  - Vainqueur de la Supercoupe d'Italie en 1988, 1992, 1993, 1994 et en 2004
  - Finaliste de la Coupe Intercontinentale en 1993, 1994 et en 2003
  - Finaliste de la Supercoupe d'Europe en 1993
  - Finaliste de la Ligue des Champions en 1993, 1995 et en 2005
  - Finaliste de la Coupe d'Italie en 1990 et en 1998

### En équipe d'Italie
- Finaliste de la Coupe du Monde en 1994